# Goldbach (schwäbisches Patriziergeschlecht)

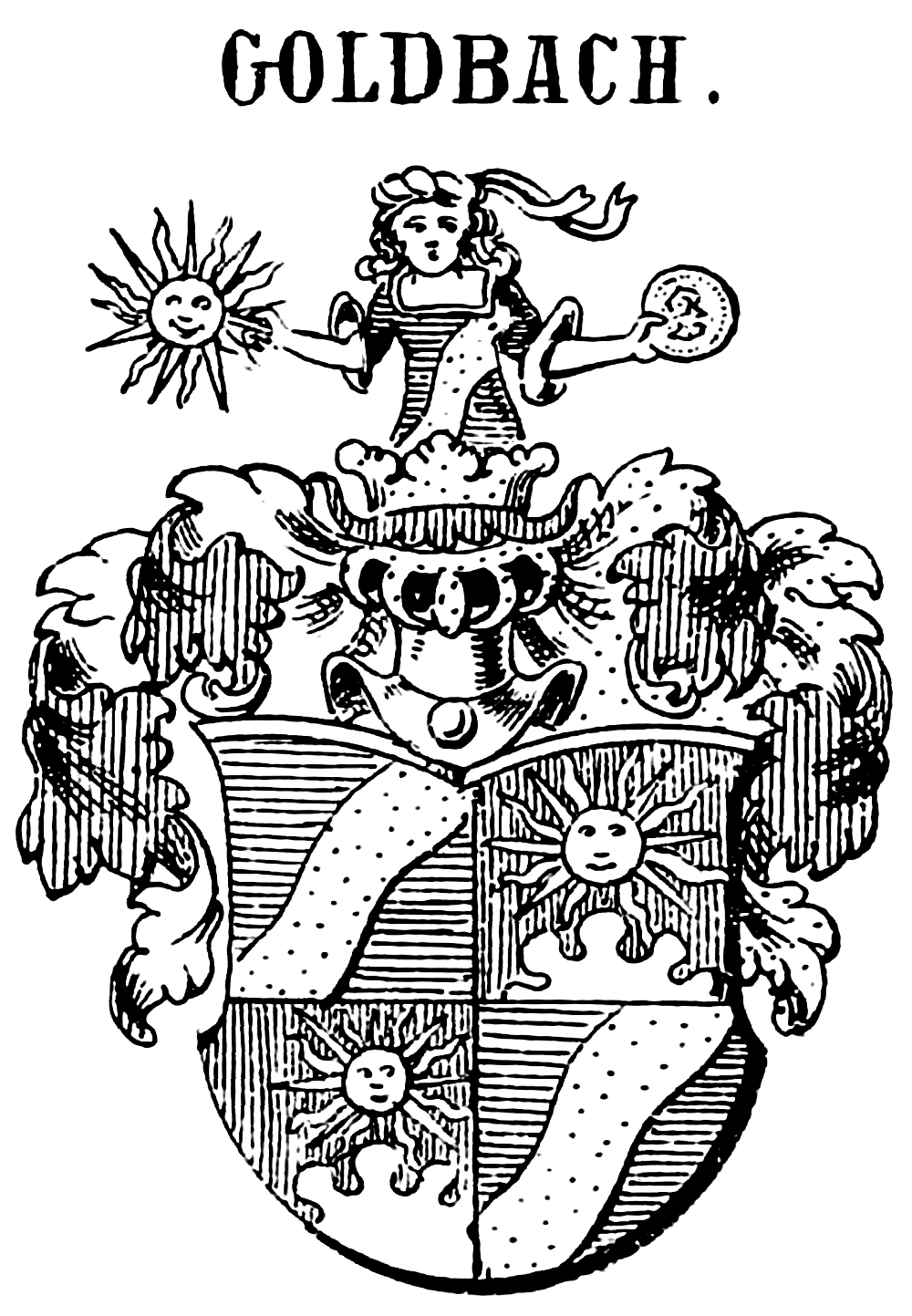
Wappen derer von Goldbach (1707)

Goldbach war der Name eines in Wangen und Augsburg beheimateten adligen Patriziergeschlechts, welches 1746 im Mannesstamm erlosch. Es ist zu unterscheiden von dem Breslauer Patriziergeschlecht Goldbach. 

## Geschichte
Die von Goldbach stammten aus einer angesehenen Patrizierfamilie aus der Reichsstadt Wangen im Allgäu. Durch die Heirat von Johann Georg von Goldbach 1700 mit Maria Elisabetha von Panzau, der Tochter des Rates zu Augsburg Nicolaus Ludwig, wurde er in die Augsburger Geschlechterstube aufgenommen und zum Kanzleidirektor des Reichserbtruchsessen Grafen Wolfsegg-Waldsee ernannt. Am 1. Mai 1707 bestätigte der Kaiser in Wien Johann Georg und den Brüdern Georg Heinrich und Georg Wilhelm von Goldbach den rittermäßigen Adelsstand. 1708 erfolgte die Aufnahme Johann Georg von Goldbach in das Augsburger Patriziat.
Georg Heinrich von Goldbach fungierte bis zu seinem Tode als Rat des Reichserbtruchsessen Grafen Wolfsegg-Waldsee und Oberamtmann. Georg Wilhelm von Goldbach trat als Mönch in das Benediktinerkloster Petershausen ein. 1721 flüchtete er nach Zürich, wo er zum reformierten Glauben übertrat. 1722 ließ er sich zeitweise als Lehrer, Historiker und Autor in Bern nieder. Das Adelsgeschlecht ist 1746 mit ihrem Stifter Johann Georg von Goldbach, zuletzt Steueramtmann, im Mannesstamm erloschen. Die Witwe des Reichserbtruchsessen-Rats und Oberamtmannes Georg Heinrich von Goldbach lebte noch in den 1770er Jahren.

## Wappen
Blasonierung: Geviert. Felder 1 und 4 in Blau ein gewellter goldener Schräglinksbalken. Felder 2 und 3 in Rot auf grünem Dreiberg eine silberne Sonne. Auf dem gekrönten Helm eine wachsende Jungfrau, deren blaue Kleidung mit dem goldenen Bach belegt ist, in der Rechten eine Sonne, in der Linken einen geprägten Pfennig haltend, um den Kopf eine blau-silberne Kopfbinde. Die Helmdecken sind rot-silbern und blau-golden.
Weitere, leicht abweichende Wappendarstellung:

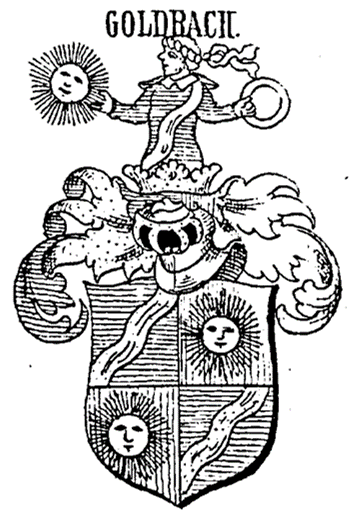
Wappen derer von Goldbach
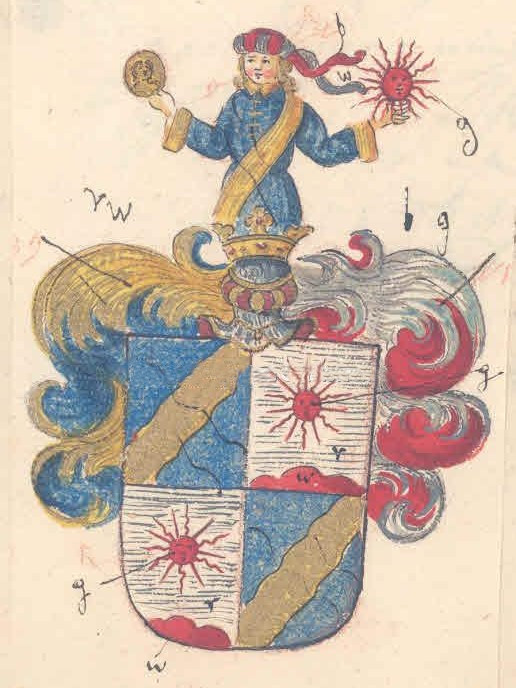
Wappen derer von Goldbach im Österreichischen Staatsarchiv mit falscher Tingierung